# Luis Carlos Galán

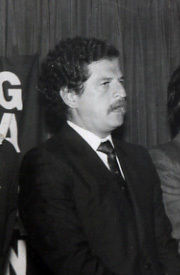
Galán (1984)

Luis Carlos Galán Sarmiento (* 29. September 1943 in Bucaramanga, Santander; † 18. August 1989 in Soacha, Cundinamarca) war ein kolumbianischer Journalist und Politiker. Er wurde von der Drogenmafia ermordet.

## Leben
Luis Carlos war das dritte von zwölf Kindern. 1949, nach dem Attentat auf Jorge Eliécer Gaitán, zog die Familie Galán nach Bogotá. Zunächst besuchte Galán das Colegio Americano in Bucaramanga, ab 1952 das Colegio Antonio Nariño in Bogotá. Als Teenager nahm Galán an den Studentenprotesten von 1957 teil gegen das Regime von Gustavo Rojas Pinilla und wurde eine Nacht inhaftiert. Galán schloss die Schule 1960 mit Auszeichnung ab und studierte Jura und Wirtschaftswissenschaften an der Päpstlichen Universität Xaveriana in Bogotá. Nach seinem Studienabschluss 1965 begann er für die Tageszeitung El Tiempo zu arbeiten. Im selben Jahr kam sein vorehelicher Sohn Luis Alfonso Galán Corredor zur Welt.
Galán war ein Vertrauter des liberalen Präsidenten Carlos Lleras Restrepo. Dessen Nachfolger Misael Pastrana Borrero ernannte Galán 1970 zum Bildungsminister. 1972 wurde er als Botschafter nach Italien entsandt.
Von 1978 bis zu seiner Ermordung 1989 durch die Los Extraditables, einem Ableger des Medellín-Kartells, war Galán Senator. Er war zu einer Zeit als Senator tätig, als die Drogenhändler in Medellín ihr Geschäft international ausweiteten. Zusammen mit dem damaligen Justizminister Rodrigo Lara Bonilla bekämpfte Galán das Medellín-Kartell, woraufhin Lara Bonilla 1984 ermordet wurde. Trotz dieses Attentats durch das Medellín-Kartell setzte Galán seinen Kampf gegen die Drogenbosse fort. Am 18. August 1989 wurde auf den Präsidentschaftskandidat Galán bei einer Wahlkampfrede in Soacha, Cundinamarca ein Mordanschlag im Auftrag von Pablo Escobar ausgeführt. Luis Carlos Galán starb noch am selben Tag in einem Krankenhaus in Bogotá an seinen Schussverletzungen. Sein Parteikollege und Gegner Alberto Santofimio Botero hatte Pablo Escobar bei seinem Mordplan unterstützt. Für seine Mittäterschaft wurde Santofimio 2011 zu 24 Jahren Haft verurteilt. Zum Zeitpunkt seiner Ermordung hatte Galán im Rennen um die Präsidentschaft deutlich in Führung gelegen; an seiner Stelle wurde stattdessen sein Kampagnenchef César Gaviria gewählt.
Nach dem Mord an Galán verstärkte die kolumbianische Regierung ihren Kampf gegen die Drogenbosse in Medellín, zusammen mit der DEA, der Drug Enforcement Administration. Daraus resultierte der „Narcoterrorismo“, in dem das Medellín-Kartell mit brutalen Anschlägen das Land Kolumbien für viele Jahre in Angst versetzte. Der Kampf mit dem Medellín-Kartell endete 1993 mit dem Tod Pablo Escobars. Davon profitierte später das Cali-Kartell, eine weitere Vereinigung kolumbianischer Drogenbosse in Cali.